# Plymouth Valiant

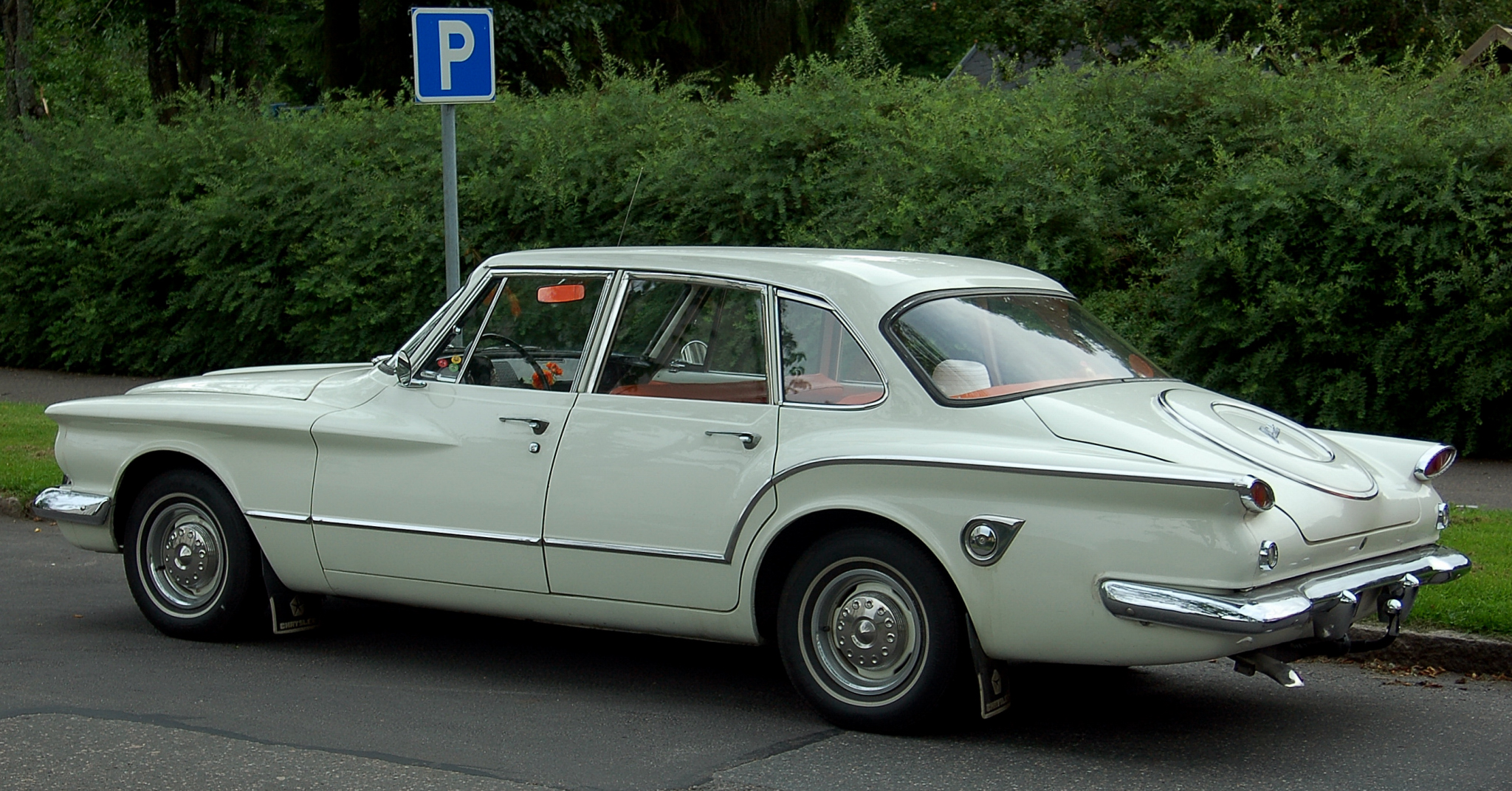
Valiant (första generationen)

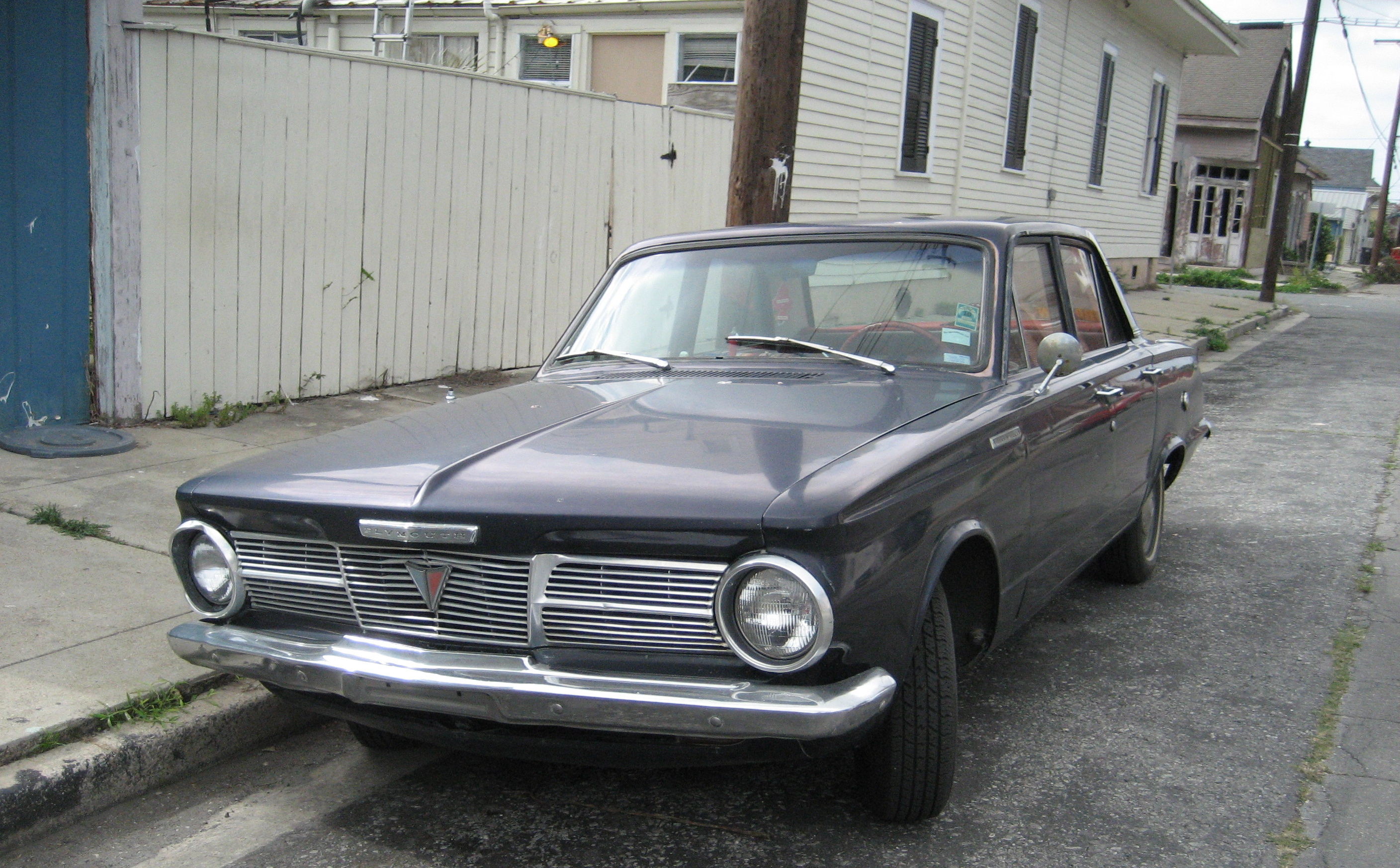
Valiant V100 1965 (andra generationen)

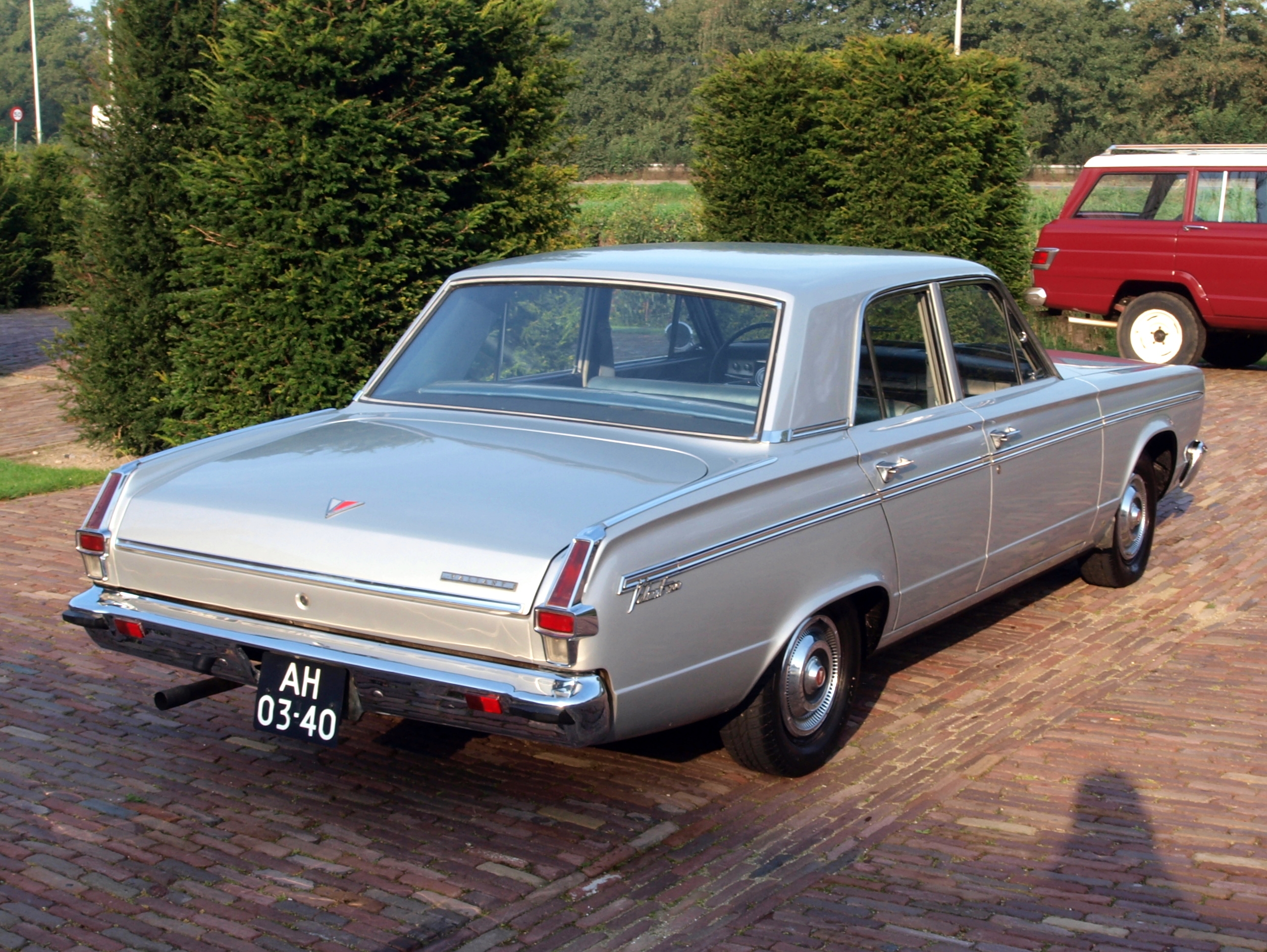
Valiant 200 1967 (andra generationen)

Plymouth Valiant var en modell av Plymouth som tillverkades av Chrysler mellan 1960 och 1976. I Sverige var Valianten vanlig som polisbil under 1960- och 1970-talen.

## Historik
Modellen hette först Valiant men blev 1960 Chrysler Valiant. 1961 blev det Plymouth Valiant utom på export, då modellen hette Chrysler Valiant till 1964. Bilen kunde även fås som cabriolet för årsmodellerna 1963 till och med 1966, samt med skivbromsar redan 1965. Den fanns i tre olika varianter, basmodellen V100, den lyxigare V200, och från 1962 även i hardtoputförande kallad Signet.
År 1967 kom ett karossbyte, och Barracuda-modellen fick överta cabrioletserien.
I Sverige importerades Valianten av ANA i Nyköping.

## Karaktär
Valianten var tillsammans med Ford Falcon och Chevrolet Corvair en av den nya tidens kompaktmodeller, där amerikanska tillverkare på grund av den ökande importen av europeiska bilar sett sig tvungna att utveckla en mindre modell i det egna fordonsutbudet.  
Valiant presenterades senhösten 1959 som Chryslers nya märke inom koncernen, den fanns detta första år endast som fyradörrars sedan, och endast med den nya toppventilsexan på 170cui (2,8 liter) som på grund av önskemål från designavdelningen om lägre höjd av designskäl, och motoravdelningen om mer utrymme för insug och avgas lutats trettio grader åt höger. Därav titeln "Slantsix", och motorn var dels tänkt som ersättare till sidventilssexan, dels designad som motor för just den nya kompaktmodellen.
1960 års Valiant var den första bilmodellen med växelströmsgenerator som standardutrustning.
Dodge hade önskemål om att få en motsvarande kompaktmodell, så till modellåret 1961 hade Valiant gått in under Plymouth och parhästen Dodge hade nu Lancer. Dessa delade kaross, men dörrar, front och bakdel skiljde i pressningar och design. Båda fanns nu även som tvådörrars sedan, tvådörrars hardtop, benämnd Signet och Estate- eller herrgårdsvagn.  
Under 1960 hade motorn dessutom uppgraderats till större volym på 225 cui (3,7 liter) genom en ökning med en tum av slaglängden. Plymouth hade fortfarande 170 som basmotor men kunde fås med 225 som tillval. Lancer kunde endast fås med 225.  
År 1962 fanns även en hardtop att tillgå. Valiant Signet.  
År 1963 gjordes en ny design bort från Virgil Exners "Forward look" design som varit utmärkande under hela senare femtiotalet och början av sextiotalet. Den var nu mycket diskretare och mer influerad av europeiska designer. Tekniken var i stort sett densamma under skalet även detta år.  
År 1964 lanserades en ny V8 på 273 cui (4,6 liter) och 180 hk.  
År 1965 gjordes stora satsningar på att konkurrera med den helt nya, ungdomsinriktade Ford Mustang. En vassare 273 benämnd "Commando" med fyrportsförgasare, högre kompression och vassare kam på 235 hk, och för den som ville ha en riktigt konkurrenskraftig bil; "Formula S" -ett paket med kraftigare krängningshämmare, skivbromsar fram, manuell låda, varvräknare i mittkonsolen, och ett diskret "S" på framskärmarna. En alternativ kaross i fastbackutförande fanns nu också, kallad Barracuda.  
År 1966 kom en ytterligare starkare version av 273, "Super Commando" med ännu vassare kam, gjutna headers, kromade ventilkåpor och luftburk. Den ingick i MoPar programmet om att alla V8'or skulle kunna fås med en hästkraft per kubiktum, alltså 273 hk. För 1967 kom en ny, större design av alla Mopars kompakter. I och med viss omorganisation benämndes nu även de kompakta bilarna med en bokstav, som A-body. År 1970 lanserades en sportigare fastback-modell baserad på Valianten, kallad Plymouth Duster.   
Bilarna fanns både med 6-cylindriga motorer och V-åttor samt manuell eller automatväxlad låda. Fram till 1964 års modell var tryckknappsautomaten på vänster sida om instrumentpanelen. Från årsmodel 1965 rattautomat och 1966 års modell golvautomat.  
Valianten var förr en vanlig syn på gatan, där den var vanlig som polisbil och den förekom också som taxi. Vanligaste motorn var Slant 6 på 170 cui som gav 100 hk. Den större 225 gav 145 hk. De större V-åttorna som kom efter nyår 1964 gav hisnande upplevelser då bilen med amerikanska mått mätt var liten. Bensinförbrukningen med 225:an var ungefär som för en Volvo 245. Ett stort problem som Valianten hade var att deras trumbromsar blev överhettade så att bromseffekten blev väldigt dålig vid farter över 100 km/tim. Under modellåret 1964 laborerades det med olika alternativ på bromstrummornas tum. Det kunde vara 9 tum fram och bak. Eller 10 tum fram och bak. Eller 9 tum fram och 10 tum bak. Eller 10 tum fram och 9 tum bak. Men de lyckades ej att lösa problemet. Det var först 1965 års modell som man kunde välja skivbromsar (fram) som tillbehör, utom på de modeller med 273 Commando där det var standardmonterat.

## Motorsport
Under 1960 kom Ford, GM och Chrysler tillsammans med NASCAR överens om att införa en serie för dessa nya kompaktbilar, Endast sexcylindriga motorer med en maxvolym på 200 kubiktum, standardväxellåda och valfri utväxling på bakaxeln. Chrysler utnyttjade utrymmet som fanns tack vare motorns lutning och monterade dit ett "ramcharger"insug -ett insug med rör i exakt längd för att utnyttja "gummibandseffekten" på den insugna luften, som med en pisksnärtseffekt tryckte in luft i slutet av insugstakten, med effekthöjning som följd. Högre kompressionsförhållande, vassare kamaxel, andra extraktorrör, och fyrportsförgasare gav motorn en högvarvig, lite hysterisk karaktär och dess namn; "Hyper-Pac". Helt enligt NASCAR:s regler fanns detta paket att köpa i gatvänligare version till standardbilar, och presterade då 145 hästkrafter.
Första tävlingen ställde man upp med sju Valianter i shorttrack, De kvalificerade sig på de första sju platserna och dessa kämpade sedan inbördes om topplaceringarna. Loppet slutade alltså första till sjunde placering för Valiant. Tävlingen efter var på Daytona 500, och ovalbana, Endast fyra av sju bilar kvalificerade sig (medvetet drag, då man ville se hur bilarna skulle stå sig under konkurrens under längre tid) och på grund av en olycka i början av loppet där de fyra första Valianterna fick bryta gick bara de tre kvarvarande Valianterna i mål - på första till tredje plats! Vinnaren Marvin Panch bil presterade då en snitthastighet på 122 mph (miles per hour) och bromsades efteråt till över 330 hästkrafter!